# Plynárna Michle
Plynárna Michle (často také michelská plynárna) je průmyslový podnik a pobočka obchodní společnost Pražská plynárenská a.s. Objekt se nachází v ulici U plynárny v Praze 4-Michli. V objektu se také nachází muzeum, dokumentující plynárenství v celé zemi.

## Popis
Plynárna Michle se nachází nedaleko odstavného nádraží Praha-jih a v okolí se nacházejí další průmyslové objekty michelská teplárna a někdejší mýdlarna, kolem protéká potok Botič.
Stejné jméno nese také autobusová a tramvajová zastávka poblíž. Původní budovu plynárny navrhl architekt Josef Kalous.
Vznikla mezi lety 1925 až 1927 na úkor starších tepláren na Žižkově a v Holešovicích.
Dne 6. ledna 1961 vypukl kvůli poruše požár jednoho z plynojemů. Plynojem měl výšku 84 metrů a šířku 50 m, v době požáru obsahoval 147 tisíc m³ plynu (byl téměř plný). Za den se ho podařilo uhasit, nikdo nebyl zraněn. Celé okolí bylo evakuováno, většina plynu shořela.

## Galerie

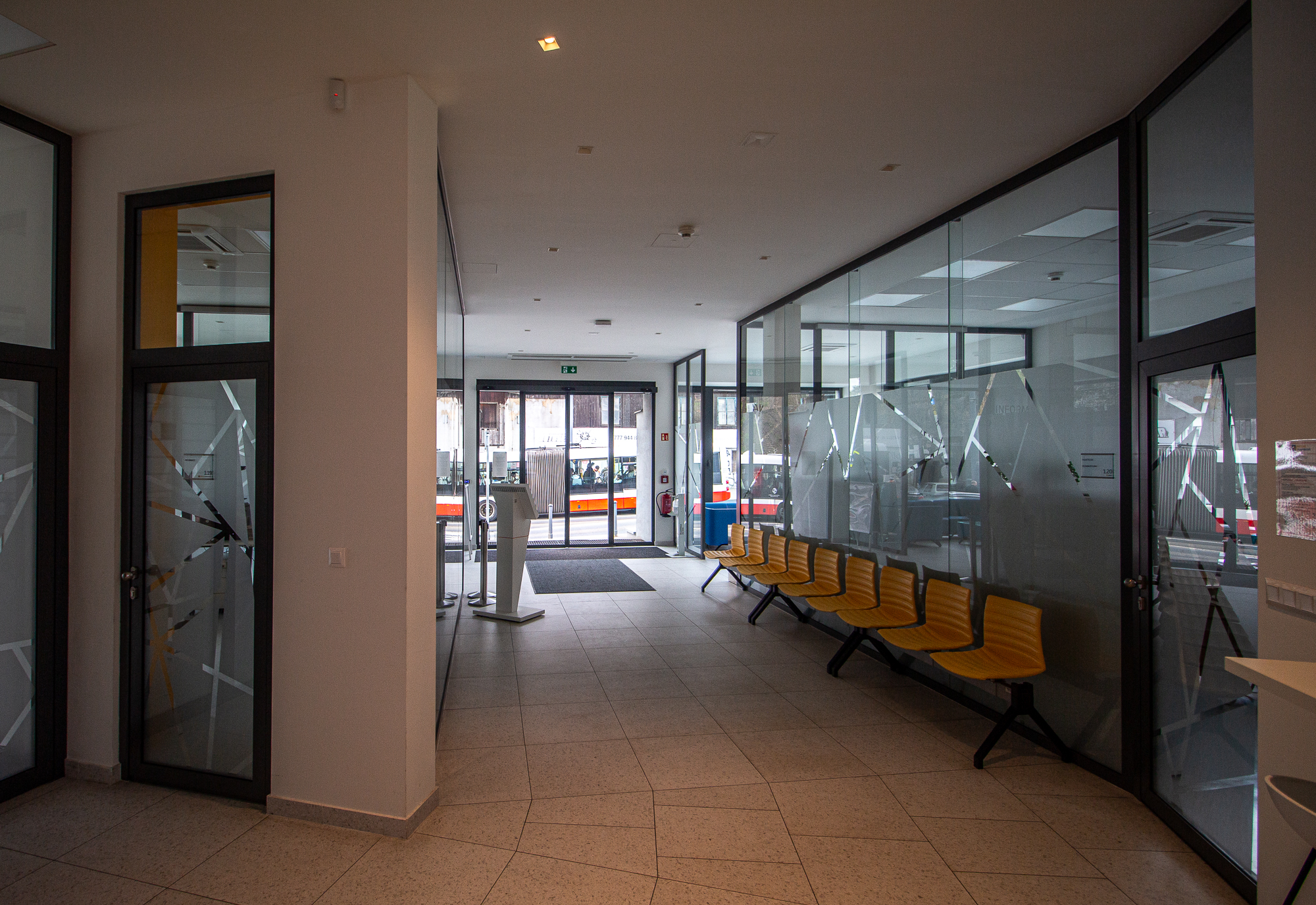
Vstupní prostory plynárny Michle z ulice U plynárny
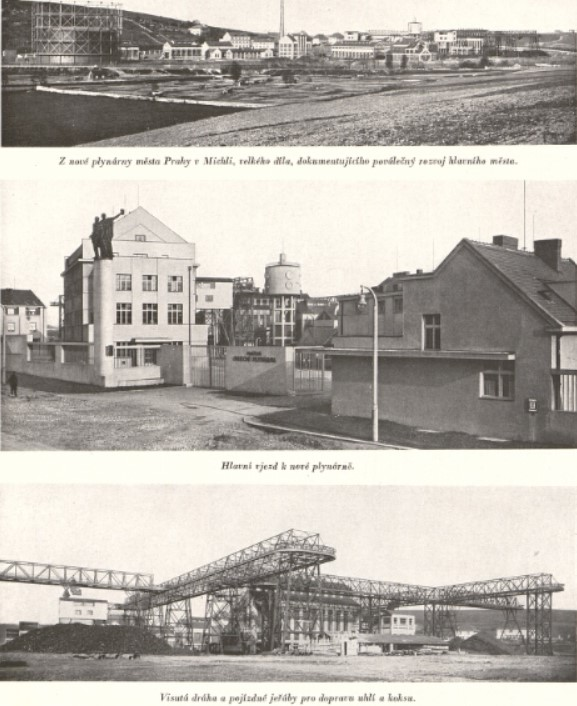
Plynárna v Michli (Světozor, 1927)
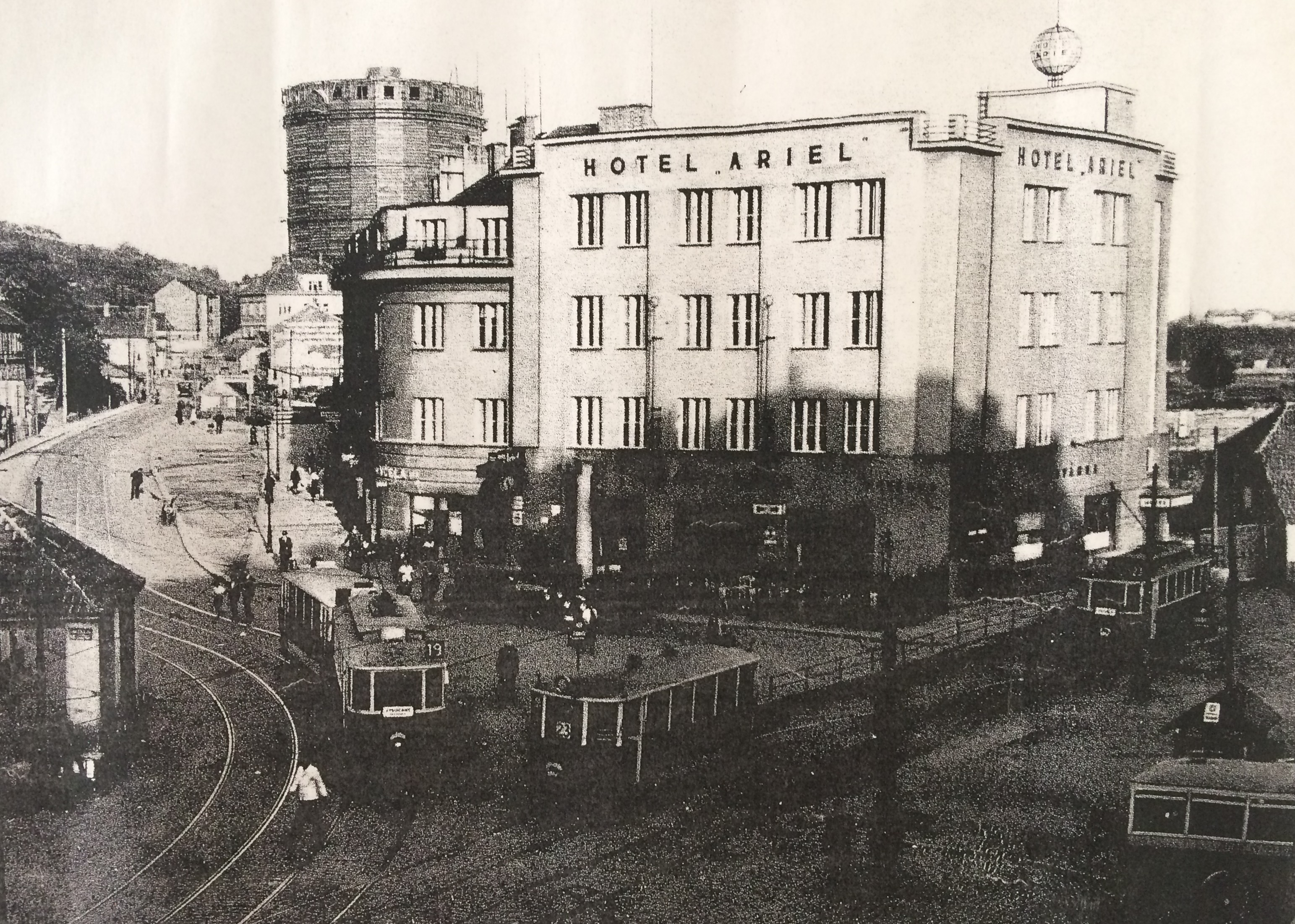
Michle, hotel Ariel, v pozadí plynojem michelské plynárny (1932)